# سنت مری (آیووا)
سنت مری (به انگلیسی: St. Marys) شهری در ایالت آیووا کشور ایالات متحده آمریکا است که جمعیت آن در سرشماری سال ۲۰۱۰ میلادی، ۱۲۷ نفر بوده‌است.